# Ross Lockridge Jr.
Ross Franklin Lockridge Jr. (Bloomington, 25 aprile 1914 – Bloomington, 6 marzo 1948) è stato uno scrittore e insegnante statunitense.

## Biografia
Ross Lockridge si laureò presso l'Indiana University frequentando anche l'università della Sorbonne. Successivamente si trasferì nel Massachusetts dove insegnò in un college femminile privato di Boston, il Simmons. Lockridge sposò Vernice Baker dalla quale ebbe quattro figli. È celebre per la sua unica opera, il romanzo Raintree County scritto nel 1948. L'opera, ambientata durante la guerra di secessione, fu un bestseller; nonostante ciò l'autore, sofferente di una grave depressione, nel corso dello stesso anno si suicidò, non ancora trentaquattrenne, inalando del monossido di carbonio.

## Al cinema
Nel 1957 da Raintree County il regista Edward Dmytryk trasse il film L'albero della vita che ricevette quattro nomination al premio Oscar.